# Mucor circinelloides
Mucor circinelloides Tiegh. – gatunek grzybów należący do rodziny pleśniakowatych (Mucoraceae). Jest potencjalnie chorobotwórczy, u ludzi wywołuje grzybicę skóry.

## Systematyka i nazewnictwo
Pozycja w klasyfikacji według Index Fungorum: Mucor, Mucoraceae, Mucorales, Incertae sedis, Mucoromycetes, Mucoromycotina, Mucoromycota, Fungi.
Ma 24 synonimy. Niektóre z nich:
- Circinomucor circinelloides (Tiegh.) Arx 1982
- Circinomucor janssenii (Lendn.) Arx 1982
- Mucor circinelloides var. mandshuricus (Saito) Milko 1971
- Mucor jansseni var. indicus B.S. Mehrotra & Baijal 1974
- Mucor kurssanovii Milko & Beliakova 1967
- Mucor ramificus B.S. Mehrotra & Nand 1968
- Mucor velutinosus E. Álvarez, Stchigel, Cano, Deanna A. Sutton & Guarro 2011

## Morfologia i rozwój
Standardowo hoduje się go na agarze YPG i MMC. Do wzrostu wymaga obecności światła, które aktywuje biosyntezę karotenoidów i bezpłciowe rozmnażanie. Dominującą formą wzrostu jest formastrzępkowa, ale w określonych warunkach może również rosnąć jako forma drożdżowa. Po 3 dniach od inkubacji na agarze ziemniaczano-dekstrozowym (PDA) osiąga średnicę 8,2 cm w 30 °C i 6,0 cm w 37 °C, przy temperaturze 40 °C przestaje rosnąć. Kolonie na PDA w 30 °C były początkowo żółtawe, a potem stały się żółtawo brązowe. Tworzy kuliste, żółtawobrązowe zarodnie o średnicy od 30 do 67 μm. Kolumelle kuliste do gruszkowatych o średnicy 35 μm z widocznymi kołnierzami. Sporangiofory albo długie i wyprostowane, albo krótkie z lekko zakrzywionymi (rogowatymi) gałęziami bocznymi. Sporangiospory szkliste i elipsoidalne do jajowatych, o długości od 4,0 do 7,0 μm i szerokości 3,5 do 5,0 μm. Tworzy łańcuchy grubościennych chlamydospor interkalarnych i końcowych. Podczas hodowli na bulionie z mózgu i serca zwierząt w kulturach wstrząsanych przez 4 do 5 dni w temperaturze 37 °C tworzy formę drożdżową. Jest całkowicie oporny (MIC> 32 μg / ml) na pozakonazol, worykonazol i kaspofunginę (MIC> 32 μg / ml), ale wrażliwy na amfoterycynę B (0,023 μg / ml).

## Znaczenie
- Mucor circinelloides może u ludzi wywoływać grzybice, w tym mukormykozę, chorobę potencjalnie śmiertelną u pacjentów z obniżoną odpornością (np. z kwasicą ketonową)[4].
- Wywołuje choroby także u niektórych zwierząt, m.in. u bydła i świń, a także drobiu i u dziobaka[6].
- Jest używany do produkcji biodiesli[4].
- Jest jednym z organizmów modelowych do badania kilku procesów biologicznych, takich jak reakcja na światło i jej hamowanie za pośrednictwem informacyjnego RNA[4].

## Występowanie
Jest jednym z najczęściej spotykanych gatunków z rodzaju Mucor (pleśniak). Występuje na całym świecie, głównie w glebie, łajnie i warzywach korzeniowych. Jest saprotrofem odżywiającym się martwą materią organiczną. Może wywoływać psucie się żywności. Znajdywano go w mięsie, serze, orzechach laskowych, orzechach włoskich, kukurydzy, fasoli, soi i jęczmieniu. Na wszystkich tych substratach występuje w formie strzępkowej. W pewnych jednak warunkach może obyć pasożytem wywołującym choroby. Występuje wówczas w formie drożdżowej.